# Xylophanes zurcheri
Espèce
Xylophanes zurcheri est une espèce de lépidoptères de la famille des Sphingidae, de la sous-famille des Macroglossinae, tribu des Macroglossini, sous-tribu des Choerocampina, et du genre Xylophanes.

## Distribution
L'espèce est connue au Mexique, Costa Rica, Guatemala, Équateur et au Belize.

## Description
Ses couleurs et ses motifs sont très proches de ceux de Xylophanes undata, ils en diffèrent par la marge externe de l'aile antérieure qui est moins fortement crénelée. La plupart des lignes postmédianes distales du dessus de l'aile antérieure sont discrètes et convexes à l'extérieur, délimitant une large plaque ovale violet-grisâtre.

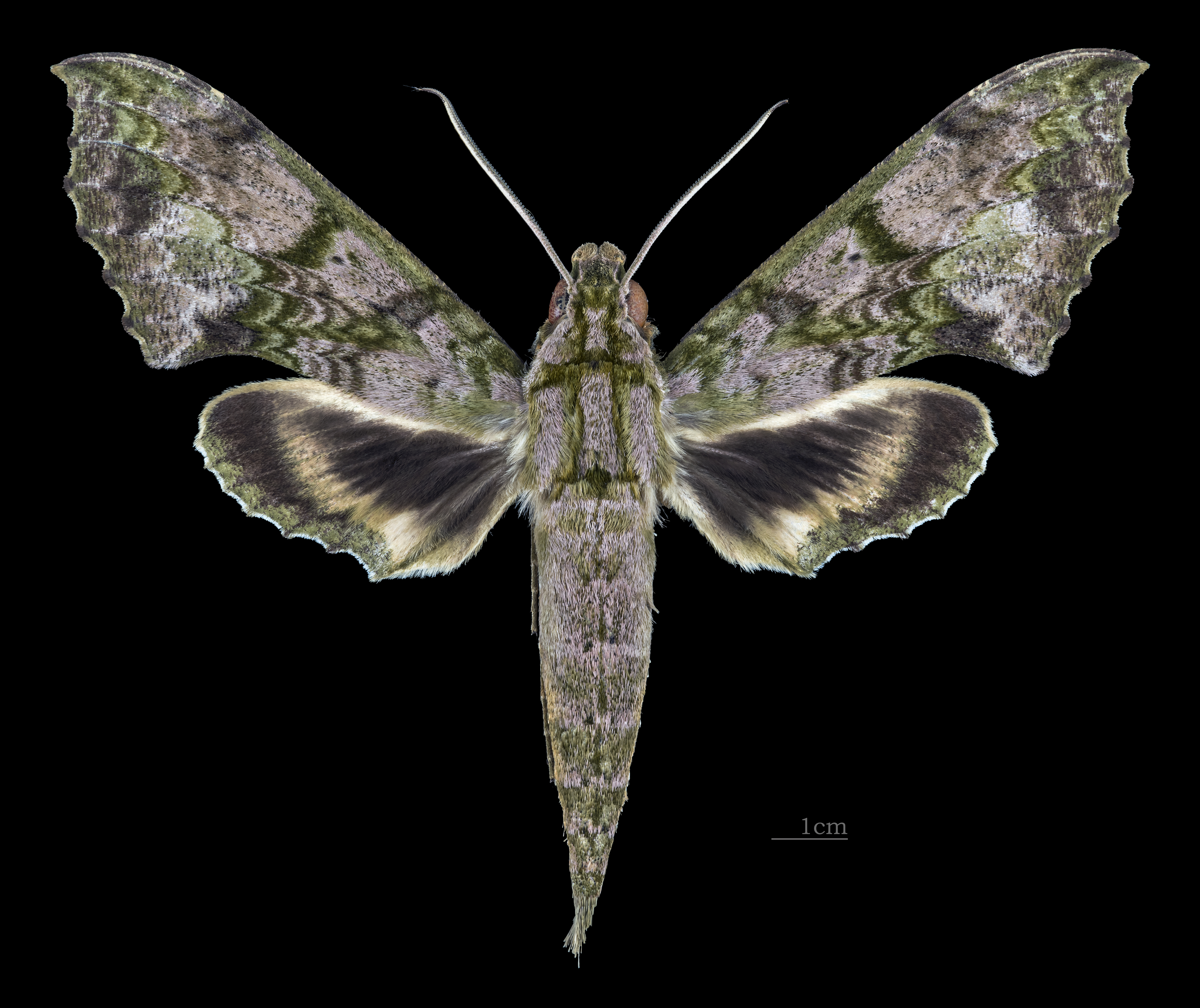
Face dorsale du mâle (coll.MHNT)
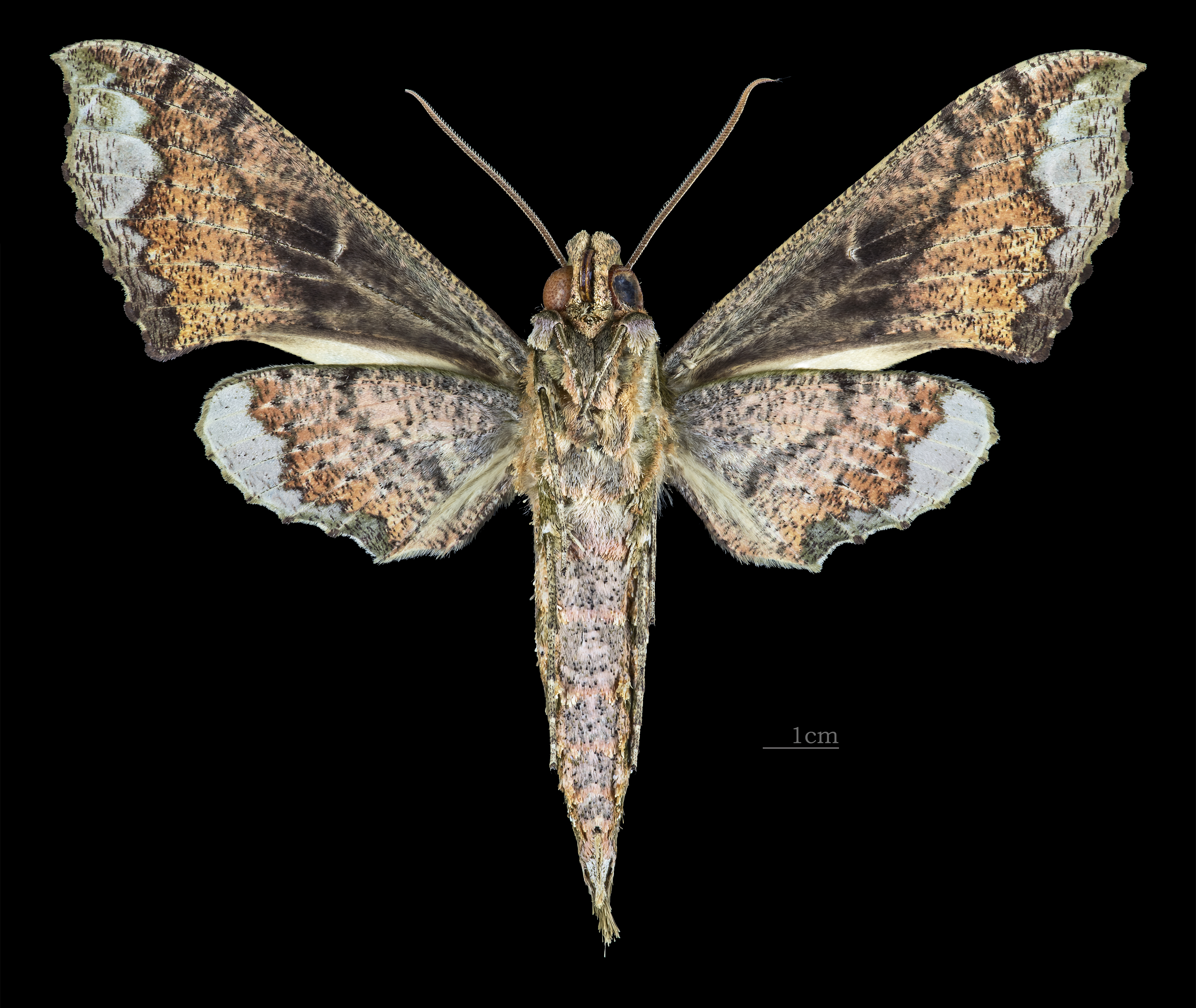
Revers du mâle (coll.MHNT)
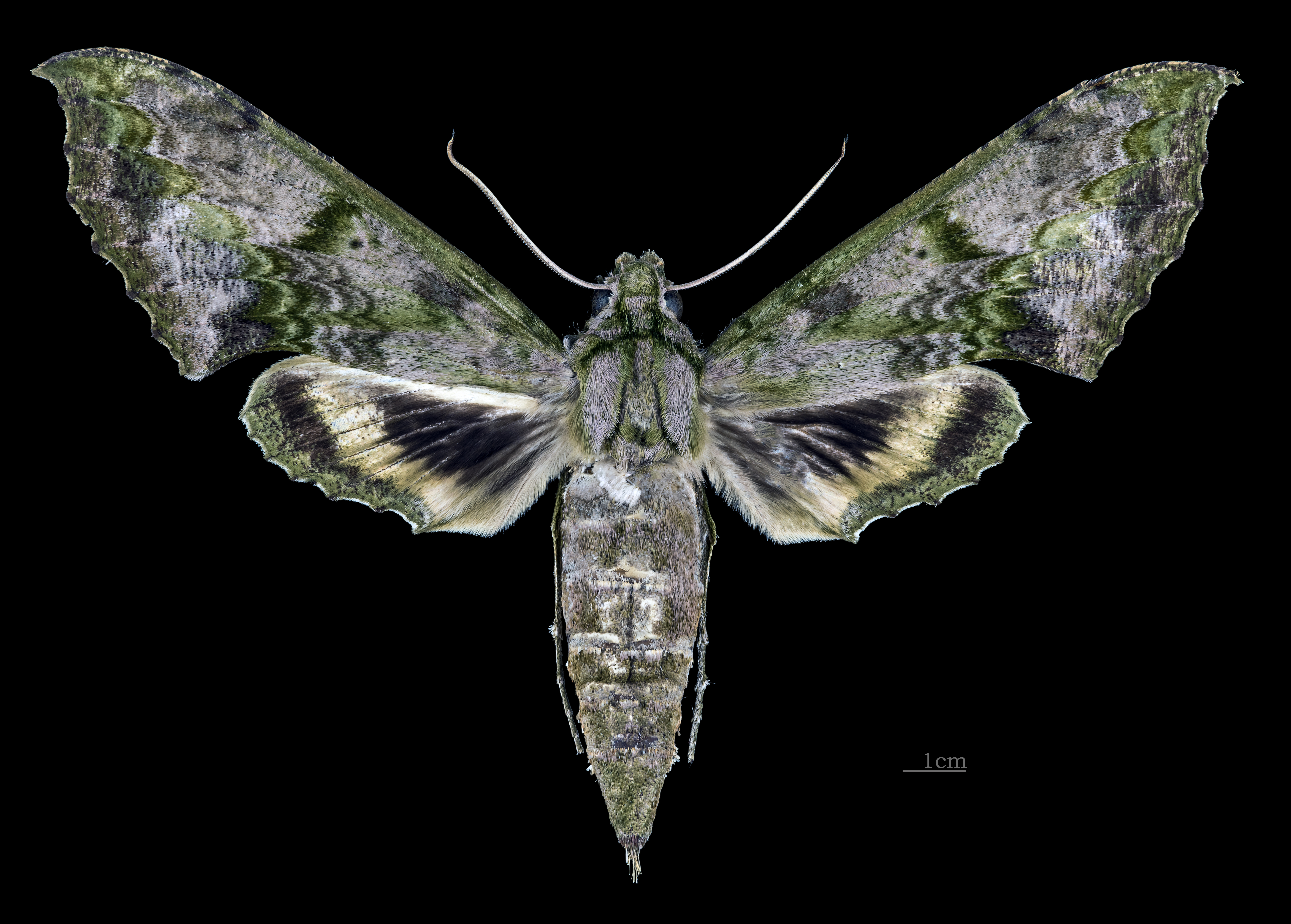
Face dorsale de la femelle (coll.MHNT)
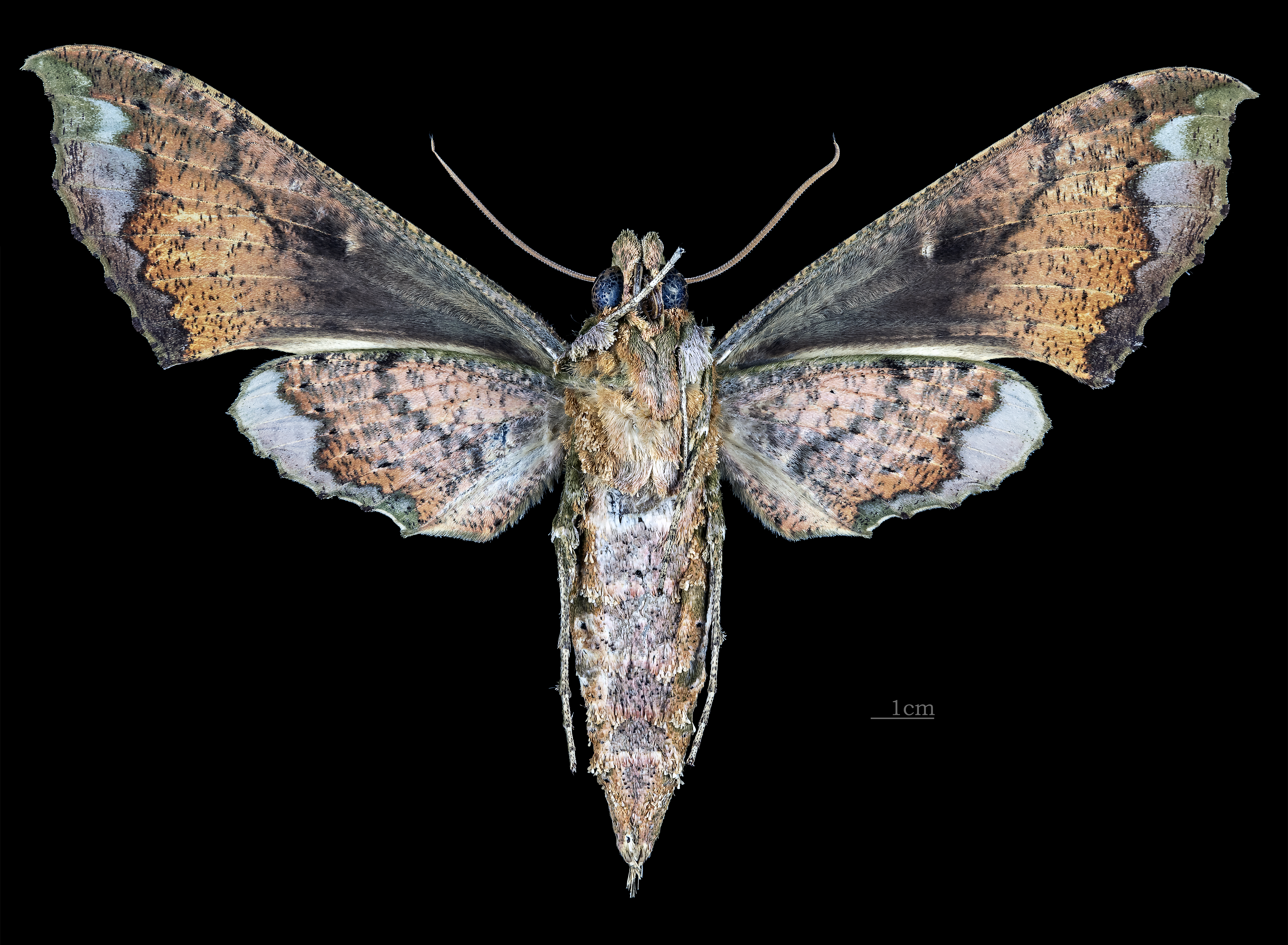
Revers de la femelle (coll.MHNT)

## Biologie
Les imagos volent en avril, mai et juin au Costa Rica.
Les chenilles se nourrissent de Psychotria eurycarpa, Psychotria panamensis, Psychotria berteriana, Psychotria correae, Psychotria pittieri et de Palicourea salicifolia. Il y a des formes vertes et brunes ; elles ont un aspect de petit serpent.

## Systématique
L'espèce Xylophanes zurcheri a été décrite par le naturaliste britannique Herbert Druce en 1894, sous le nom initial de Calliomma zurcheri.
- La localité type est le Costa-Rica.

### Synonymie
- Calliomma zurcheri Druce, 1894 Protonyme